# Haus Pesch (Mülheim)
Die Wasserburg Haus Pesch steht am Nordostrand von Mülheim, einem Stadtteil von Zülpich im Kreis Euskirchen in Nordrhein-Westfalen, am Rotbach.
Haus Pesch war einer von 14 Höfen in der Umgebung von Wichterich, die der Abtei Prüm gehörten. So besaßen sie die Wasserburg vom 9. bis zum 13. Jahrhundert. 1246 gingen die Höfe im Rahmen der Hochstadenschen Schenkung an Kurköln. Es wird erstmals im Jahre 1447 genannt, als Heinrich von Geisbusch seinen „Hof zum Pesch“ an Johann von Kinsweiler verkauft. Dessen Nachfahren behielten das Gut bis ins 16. Jahrhundert. Die rheinischen Adligen als Besitzer wechselten mehrmals. 1708 kam das Anwesen an Freifrau Schall von Bell, eine geborene von Hompesch-Bollheim. Ihr Gatte Heinrich von Reusch ließ 1711 das heute noch bestehende Herrenhaus erbauen. 1751 wurde das Gut an Clemens August Schall von Bell zu Morenhoven verkauft, der es aber fünf Jahre später an den Kölner Bürgermeister Franz Joseph von Herresdorf weiter veräußerte. Am 11. Juli 1792 wurde die mit ihm verwandte Kölner Patrizierfamilie von Groote Eigentümer, die Haus Pesch auch heute noch besitzt und bewohnt. Die Familie von Groote besaß früher auch noch die Rittergüter Kitzburg, Hermülheim und Dransdorf.
Die ehemals ganz von Wassergräben umgebene vierseitige Hofanlage hat keine sichtbare Bausubstanz, die älter ist als das Herrenhaus von 1771.
Das Herrenhaus ist ein schlichter zweigeschossiger Backsteinbau von sechs bzw. sieben Achsen.
Die Burg wurde am 4. November 1986 unter Nummer 76 in die Denkmalliste der Stadt Zülpich eingetragen.